# Zicky Té
Izaquel Gomes Té (* 1. September 2001 in Bissau, Guinea-Bissau), bekannt als Zicky Té, ist ein portugiesischer Futsalspieler, der als Pivot für Sporting CP und die portugiesische Nationalmannschaft spielt.
Er kam im Alter von sechs Jahren aus der ehemaligen portugiesischen Kolonie Guinea-Bissau nach Portugal. Von seiner Cousine erhielt er den Spitznamen Zicky. Er begann das Fußballspielen in einem Sportverein der Gemeinde Santo António dos Cavaleiros und wechselte in der Saison 2011/12 auf Anraten von Freunden zum Futsal, zum Klub Grupo Recreativo Olival Basto und noch in der gleichen Spielzeit weiter zum Póvoa de Santo Adrião Atlético Clube. Zwei Jahre später wurde er in die Jugendmannschaft des Topklubs Sporting Lissabon verpflichtet, wo er 2018 in die Profimannschaft überwechselte. Ab 2017 wurde er zudem in die Portugiesische Futsalnationalmannschaft berufen.
Zicky wurde der Orden des Infanten Dom Henrique durch den portugiesischen Staatspräsidenten verliehen, für den Gewinn der Futsal-Weltmeisterschaft 2021 in Litauen.

## Erfolge
Nationalmannschaft:
- Spieler des Turniers: UEFA Futsal EURO 2022
- UEFA Futsal-Champions League: 2021
- FIFA-Futsal WM: 2021
- UEFA Futsal EURO: 2022